# Platyclarias machadoi
Platyclarias machadoi — єдиний вид роду Platyclarias родини Кларієві ряду сомоподібних.

## Опис
Загальна довжина досягає 20,1 см. Голова надзвичайно сплощена зверху. Очі маленькі. Є 2 пари коротеньких вусів. Тулуб стиснуто з боків, він звужується у хвостовій частині. Усі плавці невеличкі, з яких більш-менш значні спинний та грудні. Хвостовий плавець короткий, усічений.
Забарвлення однотонне — світло-коричневе.

## Спосіб життя
Біологія погано вивчена. Воліє до прісних водойм. Є демерсальною рибою. Цей сом активний у присмерку та вночі. Живиться дрібними водними безхребетними та детритом.

## Розповсюдження
Мешкає у середній частині басейну річки Конго, насамперед у річці Кванго.